# Imberger Horn
Das Imberger Horn ist ein 1655 m ü. NHN hoher Berg, der in den Allgäuer Alpen südlich von Bad Hindelang liegt. An der Nordflanke des Berges gibt es eine Gondelbahn, die Hornbahn, die bis auf 1314 m Höhe führt. 

## Besteigung
Von der Bergstation sind es damit noch circa 340 Höhenmeter bis zum Gipfel. Auf dem Weg dorthin liegt ein Aussichtspunkt, der Burgschrofen. Hier bietet sich dem Wanderer ein guter Ausblick über Bad Hindelang, mit Vorderhindelang und Oberjoch, sowie auf Sonthofen und die Alpen rund um Oberstdorf. Der Weg zum Gipfel vom Burgschrofen aus erfordert Trittsicherheit. Einige Stellen führen über blanken Fels, an diesen Punkten ist der Weg mit Seilen versichert. Kurz vor dem Gipfel teilt sich dieser Weg, der rechte Weg ist kürzer, aber auch steiler. Linkerhands führt der Weg über eine Serpentine etwas flacher auf den höchsten Punkt des Imberger Horns.
Alternative Routen auf den Berg sind von Liebenstein und Imberg aus zu begehen. Die Wege sind auch auf diesen Routen in einem guten Zustand und gut begehbar.

## Bike-Park
Von der Bergstation aus über die Nordseite des Berges gibt es einen Bike-Park mit mehreren Abfahrtsmöglichkeiten.

## Einzelnachweise

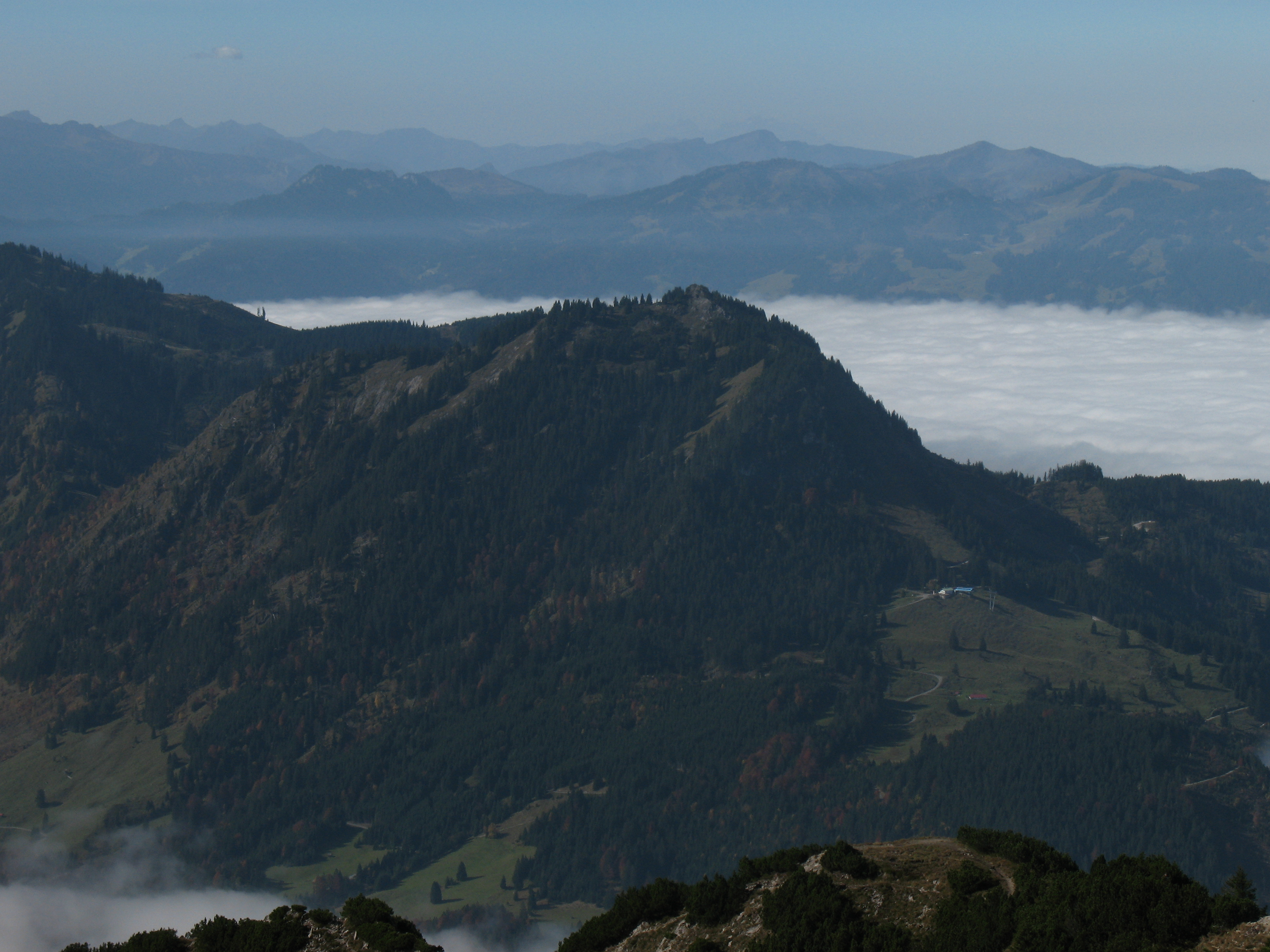
Imberger Horn vom Iseler